# Copenhaguenização
Copenhaguenização (português brasileiro) ou Copenhaganização (português europeu) é um conceito de design, urbanismo e planejamento urbano relacionado com a implementação de melhores instalações para pedestres  e ciclistas como uma alternativa sustentável de desenvolvimento.

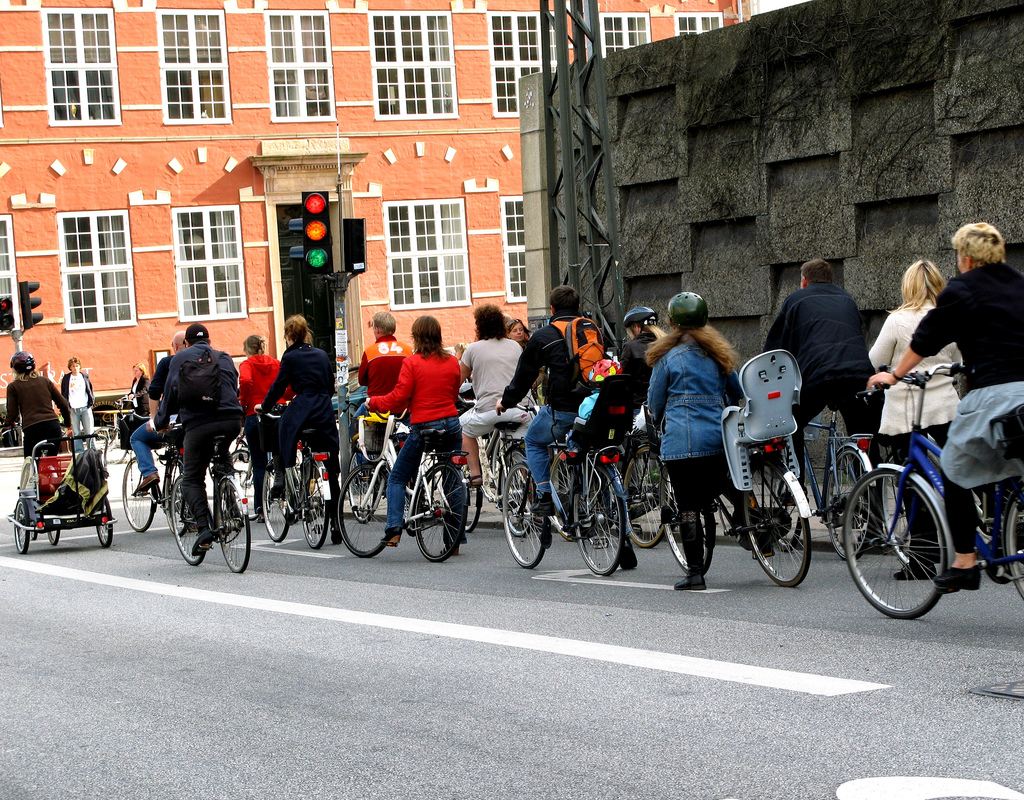
Tráfego de bicicletas em Copenhague

A ideia central básica é reduzir ou até mesmo eliminar o uso intenso de automóveis como principal meio de transporte urbano e mostrar os benefícios concomitantes que isso traz para o trânsito e o meio ambiente, para a saúde e o bem-estar dos cidadãos e para o nível de segurança e tranquilidade nas cidades. A forma verbal é "copenhaguenizar".

## Origem do termo
A palavra foi criada por Jan Gehl, um arquiteto e consultor de projetos arquitetônicos urbanos dinamarquês, que foi instrumental para a sua divulgação em Copenhague e no resto do mundo.

Por mais de 40 anos, o senhor Gehl tem estudado sistematicamente espaços públicos para descobrir como eles realmente funcionam, utilizando Strøget (uma rua de pedestres no centro da capital dinamarquesa) e Copenhague como um laboratório para sua pesquisa. Ele tem prestado serviços de consultoria a diversas cidades ao redor do mundo, incluindo Melbourne, Londres e Nova Iorque, sobre como melhorar a qualidade de vida urbana ou, de acordo com suas palavras, como "copenhaguenizar" nossas cidades. - Trecho extraído do jornal canadense "Ottawa Citizen".

O termo tornou-se amplamente conhecido na Austrália após ter aparecido nas discussões do conselho municipal de Melbourne sobre a criação de uma infraestrutura favorável ao ciclismo, apesar de a expressão "Copenhagen Treatment" ("Tratamento de Copenhague" ou "Tratamento dado a Copenhague") ter sido originalmente utilizada.
O consultor de design urbano e jornalista Mikael Colville-Andersen também ajudou a popularizar o termo ao criar em 2007 o blog Copenhagenize, que mostra como a bicicleta pode ser um importante instrumento na criação de cidades aprazíveis e ecologicamente desenvolvidas.
O termo se espalhou para a Grã-Bretanha, Europa e, logo depois, para o resto do mundo.